# フェナントロリン
フェナントロリン（phenanthroline、phen）は、フェナントレンの炭素のうち2つを窒素で置換した複素環式化合物。化学式は、C12N2H8、分子量は180.21g/molで、窒素の位置によりいくつかの構造異性体が存在する。そのうち 1,10-フェナントロリンが遷移金属に対するキレート性配位子として用いられる。有機溶媒に溶けやすく、水に微量溶ける塩基性物質である。フェナントロリンの性質の一部は2,2'-ビピリジン（英語版）と似ている。
1,10-フェナントロリンの鉄(II) 錯体はフェロイン (ferroin) と呼ばれ、電位の酸化還元指示薬（標準酸化還元電位 E0 = +1.06 V) として滴定分析、吸光光度分析に用いられる試薬である。

## 合成
フェナントロリンは、スクラウプ反応で合成することができる。硫酸を触媒としてグリコールとo-フェニレンジアミンを反応させ、ヒ酸水溶液またはニトロベンゼンで酸化処理する。グリコールの脱水によりアクロレインが生成し、アミンが付加、続けて環化が起こる。

## フェロインと類似体
フェナントロリンの鉄(II)錯体はフェロインと呼ばれ、化学式[Fe(phen)3]2+で表される。フェロインは酸化還元指示薬として用いられる。標準電極電位は+1.06Vである。還元されたフェロインは赤を、酸化されたフェロインはライトブルーを呈する。フェロインは細胞透過性があり、細胞内で金属プロテアーゼに対する酵素阻害剤として働く。
またニッケルの錯体（[Ni(phen)3]2+）はピンク色をしており、Δ体とΛ体に分解する。アナログであるルテニウム錯体（[Ru(phen)3]2+）は古くから生理活性があることが知られている。